# 第25諸兵科連合軍 (ロシア陸軍)
第25諸兵科連合軍（だい25しょへいかれんごうぐん、ロシア語: 25-я общевойсковая армия）は、ロシア陸軍の軍。中央軍管区隷下。

## 概要

### 第二次世界大戦

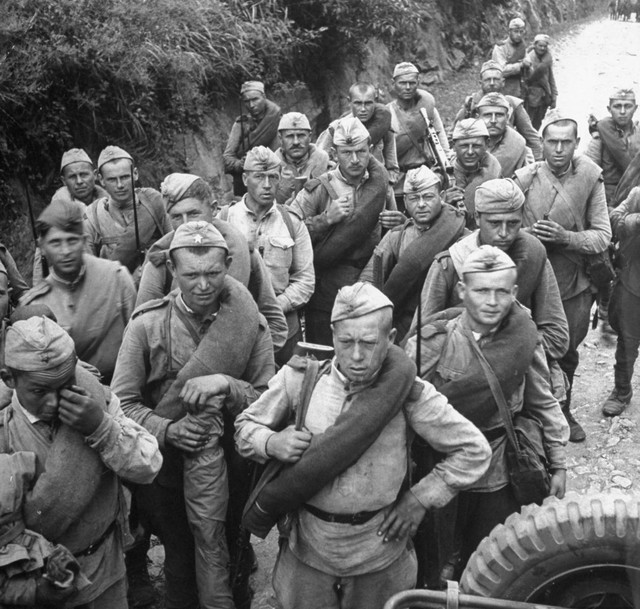
朝鮮に展開中の様子

1941年6月20日、第二次世界大戦の影響に伴い、赤軍第25軍としてロシア・ソビエト連邦社会主義共和国で創設された。
1945年8月、満洲で降伏した日本軍の武装解除に参加し、戦争犯罪の可能性も指摘された。戦後は平壌直轄市に駐留し、周辺国に睨みを利かせて朝鮮民主主義人民共和国建国に貢献し、1957年12月に解隊された。

### ロシアのウクライナ侵攻
2023年5月、ロシアのウクライナ侵攻の影響に伴い、職業軍人、志願兵を基幹にロシア陸軍第25諸兵科連合軍としてスヴェルドロフスク州で70年ぶりに再編された。

#### 東部・スヴァトヴェ-クレミンナ戦線
2023年8月、東部ルハーンシク州セヴェロドネツィク地区に配備され、第41諸兵科連合軍、第76親衛空挺師団と交代でクレミンナ方面に展開したが、2024年11月に第67自動車化狙撃師団第19戦車連隊のエフゲニー・ラドノフ連隊長が戦死した。

## 編制
- 軍司令部（エカテリンブルク）
- 第67自動車化狙撃師団
- 第164独立自動車化狙撃旅団
- 第169独立自動車化狙撃旅団
- 第11独立戦車旅団
- 第73砲兵旅団
- 第75砲兵旅団

## 出身者
- イワン・チスチャコフ